# Віллсборо (Нью-Йорк)
Віллсборо (англ. Willsboro) — місто (англ. town) в США, в окрузі Ессекс штату Нью-Йорк. Населення — 1905 осіб (2020).

## Демографія
Згідно з переписом 2010 року, у місті мешкало 2025 осіб у 869 домогосподарствах у складі 570 родин. Було 1621 помешкання
Расовий склад населення:
| - 97,5 % — білих - 0,4 % — чорних або афроамериканців - 0,2 % — корінних американців - 0,2 % — азіатів |

До двох чи більше рас належало 1,5 %. Частка іспаномовних становила 0,3 % від усіх жителів.
За віковим діапазоном населення розподілялося таким чином: 18,2 % — особи молодші 18 років, 58,9 % — особи у віці 18—64 років, 22,9 % — особи у віці 65 років та старші. Медіана віку мешканця становила 48,0 року. На 100 осіб жіночої статі у місті припадало 97,4 чоловіків;  на 100 жінок у віці від 18 років та старших — 98,0 чоловіків також старших 18 років.
Середній дохід на одне домашнє господарство  становив 75 963 долари США (медіана — 64 219), а середній дохід на одну сім'ю — 93 069 доларів (медіана — 69 802). Медіана доходів становила 40 919 доларів для чоловіків та 33 188 доларів для жінок. За межею бідності перебувало 8,4 % осіб, у тому числі 6,1 % дітей у віці до 18 років та 9,6 % осіб у віці 65 років та старших.
Цивільне працевлаштоване населення становило 1080 осіб. Основні галузі зайнятості: освіта, охорона здоров'я та соціальна допомога — 30,9 %, будівництво — 15,3 %, роздрібна торгівля — 10,2 %, виробництво — 8,2 %.